# USS California (SSN-781)
Pour les autres navires du même nom, voir USS California.
L’USS California (SSN-871), septième navire nommé en l'honneur de l'état de Californie, est un sous-marin nucléaire d'attaque de classe Virginia de l’US Navy.
Il est en service depuis 2011.